# قابلیت معاوضه
قابلیت معاوضه یا تعویض پذیری (به انگلیسی: Fungibility)، ویژگی یک کالا است که بیانگر آن است که واحدهای منفرد آن اساساً قابل تعویض هستند. از منظر حقوقی، این مسئله بر نحوه اعمال حقوقی و قانونی (مانند مالکیت و حق دریافت کالا بر اساس قرارداد) بر چنین اقلامی تأثیر دارد. اشیای قابل معاوضه را می‌توان جایگزین یکدیگر کرد. به عنوان مثال، یک اسکناس ۱۰۰ دلاری کاملاً معادل بیست اسکناس ۵ دلاری (اسکناس) در نظر گرفته می‌شود، بنابراین شخصی که ۱۰۰ دلار را به صورت اسکناس ۱۰۰ دلاری وام می‌گیرد، می‌تواند پول را با اسکناس بیست و پنج دلاری بازپرداخت کند. هیچ الزامی برای بازگرداندن همان اسکناس ۱۰۰ دلاری وجود ندارد.
کالاهایی که قابل تعویض هستند به عنوان commodities تلقی می‌شوند و بازارهای commodities به دلیل قابلیت تعویض آنها فعال و قابل نقد هستند. به عنوان مثال، طلا به‌طور کلی قابل تعویض است زیرا ارزش آن به هیچ شکل خاصی بستگی ندارد، چه سکه، شمش یا سایر حالت‌ها. با این حال، یک آیتم منحصر به فرد مانند یک مجسمه طلا با وزن مشابه طلا به شکل دیگری قابل تعویض در نظر گرفته نمی‌شود. سایر کالاهای قابل تعویض شامل سایر فلزات گرانبها و گریدهای نفت خام است. تشخیص قانونی تعویض پذیری محدود است و حتی اقلام بسیار مشابه مانند خودروهای جدید هم مدل و مشخصات، در قانون با یکدیگر قابل تعویض تلقی نمی‌شوند.
بسیاری از ابزارهای مالی مانند سهام، اوراق قرضه و ارز نیز قابل تعویض هستند.
تعویض پذیری تنها به معادل بودن و عدم تمایز هر واحد از یک کالا یا چیز دیگر با واحدهای دیگر همان کالا اشاره دارد و نه به توانایی مبادله آسان آن با چیز دیگری.